# 3706 Sinnott
3706 Sinnott eller 1984 SE3 är en asteroid i huvudbältet som upptäcktes den 28 september 1984 av den amerikanske astronomen Brian A. Skiff vid Anderson Mesa Station. Den är uppkallad efter Roger W. Sinnott.
Asteroiden har en diameter på ungefär 4 kilometer.